# Stone megye (Mississippi)
Stone megye az Amerikai Egyesült Államokban, azon belül Mississippi államban található. Megyeszékhelye és legnagyobb városa Wiggins. Lakosainak száma 18 333 fő (2020. április 1.). Stone megye Harrison, Perry, George, Jackson, Pearl River, Forrest és Hancock megyékkel határos.

## Népesség
A megye népességének változása:
| Lakosok száma | 17 893 | 17 893 | 18 060 | 18 016 | 18 070 | 18 333 |
|               | 2010   | 2011   | 2012   | 2013   | 2015   | 2020   |